# Gnorimosphaeroma naktongense
Gnorimosphaeroma naktongense är en kräftdjursart som beskrevs av Kae Kyoung Kwon och Kim 1987. Gnorimosphaeroma naktongense ingår i släktet Gnorimosphaeroma och familjen klotkräftor. Inga underarter finns listade i Catalogue of Life.